# نظم أباد (جهاد أباد كرمان)
نظم أباد (بالفارسية: نظم‌آباد) هي منطقة سكنية تقع في إيران في البلدة المركزية. يقدر عدد سكانها بـ 545 نسمة .